# (906) Repsolda
(906) Repsolda ist ein Asteroid des Hauptgürtels, der am 30. Oktober 1918 vom deutschen Astronomen A. Schwassmann in Hamburg-Bergedorf entdeckt wurde.
Der Asteroid wurde nach Johann Georg Repsold benannt, einem Feinmechaniker und Hersteller optischer Instrumente.